# Kusače (gmina Han Pijesak)
Kusače (cyr. Кусаче) – wieś w Bośni i Hercegowinie, w Republice Serbskiej, w gminie Han Pijesak. W 2013 roku liczyła 87 mieszkańców.